# Herman Wijns
Herman Ludovicus Wijns, ook bekend als heilig Hermanneke (Merksem, 15 maart 1931 - Antwerpen, 26 mei 1941), was een Vlaamse rooms-katholieke jongen en misdienaar die naar verluidt een aantal wonderen verricht heeft. Er is een aanvraag lopende voor zijn zaligverklaring door de Kerk.

## Biografie

### Afkomst
Wijns werd geboren als enig kind van een slagersechtpaar uit Merksem. De dag erna werd hij reeds gedoopt in de Sint-Bartholomeuskerk aldaar. Hij werd naar de kerk gereden in de limousine van een bevriende groothandelaar in vleeswaren. Op school liet hij zich opmerken door zijn goede resultaten. Hierdoor kreeg hij veel aandacht van de broeder-leraars. Zijn vader kwam uit een vroom gezin en Herman ging altijd met hem naar de mis. Zijn eerste communie deed hij op 4 juli 1937.

### Misdienaar
In 1938 liet hij zich door een broeder-leraar overtuigen om bij de Sobriëtas te gaan, een drankbestrijdingsbeweging. Hij kreeg daarvan een opspeldteken.
Hij werd misdienaar op 6 april 1940, en zag het als zijn taak om een eucharistisch kruistochter te worden (= een kind dat anderen nauwer in contact met Christus brengt). Hij was ook lid van de jeugdbond van het Heilig Hart.
Door de crisis midden de jaren 1930 gingen de zaken slechter, en uiteindelijk moest de slagerij dicht. Het gezin verhuisde naar de eerste verdieping van de Wuytslei 23 in Merksem. Doordat hij 's nachts vaak bad, kregen zijn voeten last van onderkoeling en raakten ze gezwollen. Uiteindelijk strooide men er stuifmeel van het graf van E.P. Paul van de Benedictijnerabdij te Dendermonde op. Zijn voeten bleken de dag erna wonderbaarlijk genezen. Bij het begin van de Tweede Wereldoorlog en de bombardementen bleef Herman steeds rustig en bad hij voortdurend tot God. 
Op 25 maart 1941, twee maanden voor zijn dood, het feest van Maria-Boodschap, werd hij definitief opgenomen in de Eucharistische Kruistocht en kreeg zijn diploma. Daarbij werd ook zijn - naar wat later bleek - laatste foto genomen: met de EK-speld op de borst.

### Ongeval en overlijden
Op 24 mei 1941 viel Wijns tijdens een spel door een glazen plaat en sneed daarbij de slagader aan zijn knieschijf door. Bij de operatie die daarop volgde, liep hij een hersenvliesontsteking op. Hij overleed twee dagen later, en zijn laatste woorden waren: In Saecula Saeculorum. Amen. (In De Eeuwen der Eeuwen. Amen.) Hij werd thuis opgebaard, wat uitzonderlijk was voor mensen die in die tijd in het ziekenhuis stierven.
Op 30 mei 1941 werd hij begraven na een dienst in de Sint-Bartholomeuskerk en ligt sindsdien aan de zuidzijde van het oude kerkhof van Merksem. Zijn uitvaart werd door meer dan 1.400 mensen bijgewoond en politie en rijkswacht waren aanwezig om de orde te bewaren.
Het graf van Wijns op de begraafplaats van Merksem bevat veel votiefgeschenken.

## Trivia
- Herman Wijns was een neef van de Merksemse komiek Gaston Berghmans. Gastons moeder en Hermans vader waren broer en zus.